# Mémoire commune (film)
Pour plus de détails, voir Fiche technique et Distribution.
Mémoire commune est un film français réalisé par Patrick Poidevin et sorti en 1978.

## Synopsis
Un personnage représente la mémoire collective. Il tente au travers de ce qu'il a lu, entendu, vu, vécu, une réflexion historique sur la Commune de Paris de 1871.

## Fiche technique
- Titre : Mémoire commune
- Réalisation : Patrick Poidevin
- Décors : Jean-Claude Anglade
- Scénario : Patrick Poidevin
- Photographie : Guy Chabanis
- Son : Gérard Lamps
- Montage : Marie-Françoise Coquelet
- Musique : Guy Khalifa
- Production : Unicité
- Distribution : Les Films Molière
- Pays :  France
- Durée : 85 minutes
- Date de sortie : France - 25 janvier 1978

## Distribution
- Jean-Paul Wenzel : la mémoire collective
- Florence Camarroque : la Commune
- Roland Amstutz
- Jean Badin
- Denise Péron
- Josée Yanne
- André Marcon
- Gérard Chaillou
- René Arrieu : voix
- Bulle Ogier : voix